# Srinagar
Srinagar (in urdu e kashmiri سرینگر, in hindi सिरीनगर) è una città dell'India di 1 940 000 abitanti, capoluogo del distretto di Srinagar, nel territorio del Jammu e Kashmir di cui è la capitale estiva. In base al numero di abitanti la città rientra nella classe I (da 100 000 persone in su).
Srinagar diventò il centro spirituale del Kashmir attirando diversi predicatori sufi ed è anche molto conosciuta per i suoi laghi. Il lago Dal con le sue case galleggianti del Kashmir è famoso in tutto il mondo.

## Geografia fisica

### Territorio
La città è situata a un'altitudine di 1554 m s.l.m., nella valle del Kashmir, su entrambe le sponde del fiume Jhelum, un affluente del fiume Indo.

### Clima
Temperatura max: 41 °C; Temperatura min: −5 °C. Ottimo rifugio dalle umide e monsoniche pianure del nord, Srinagar ha quattro stagioni ben definite. Gli inverni sono piovosi con possibili nevicate di elevata intensità. Le estati sono miti e secche con temperature massime intorno ai 30 °C.

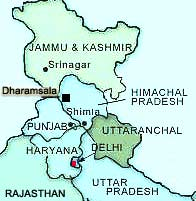
Srinagar è ad a nord di Delhi

## Storia
La città fu fondata, probabilmente, oltre 2000 anni fa dal re Pravarasena II, che la chiamò Parvasenpur. Certamente, anche se con nomi diversi, la città di Srinagar ha una storia che risale almeno fino al III secolo a.C. È stata parte dell'Impero Maurya, uno dei più grandi imperi del subcontinente indiano. La massima estensione di tale Impero si ha con Ashoka (268-233 a.C.) che introdusse il Buddhismo nella Valle del Kashmir, facendo diventare la zona circostante un centro di tale religione. Nei libri di storia scolastici in Kashmir, Ashoka è citato come fondatore di una città cui diede il nome di Srinagar, a tre miglia dall'odierna.
Fu la capitale del regno di Zain ul Abideen, governante spodestato da Akbar dopo aver fallito la conquista del Kashmir con la forza. Akbar in seguito invase e occupò prima il Kashmir, poi l'Afghanistan, il Sick e quindi India e Pakistan. Lo Stato divenne in seguito dominio dell'impero britannico. Dopo aver ricevuto l'indipendenza dalla Gran Bretagna, la città insieme allo Stato del Kashmir fu invasa dalle truppe pakistane ed indiane.
Il movimento della Ahmadiyya di Qādyān e di Lahore, in India – di origine islamica, ma considerato dai sunniti e dagli sciiti come eretico – afferma che Gesù non sarebbe morto in croce: a loro detta, dalla Palestina fuggì in India, dove visse ancora per molti anni, fino a morire di vecchiaia a Srinagar, nel Kashmir: qui, in effetti, si trova un monumento tradizionalmente indicato come il santuario Roza Bal «la tomba di ʿĪsā».

## Società

### Evoluzione demografica
Al censimento del 2001 la popolazione di Srinagar assommava a 894 940 persone, delle quali 481 750 maschi e 413 190 femmine. I bambini di età inferiore o uguale ai sei anni assommavano a 80 132, dei quali 42 271 maschi e 37 861 femmine. Infine, coloro che erano in grado di saper almeno leggere e scrivere erano 528 979, dei quali 324 769 maschi e 204 210 femmine.